# Футбольная ассоциация Антигуа и Барбуды
Футбольная ассоциация Антигуа и Барбуды является руководящим органом футбола на Антигуа и Барбуде. Она контролирует национальную футбольную сборную Антигуа и Барбуды.

## Соревнования
Футбольная ассоциация Антигуа и Барбуды курирует управление футбольной лигой Антигуа и Барбуды. Всего существует три лиги для мужчин и одна для женщин. Мужчины играют в Премьер-лиге , Первом дивизионе и Втором дивизионе, а женщины — в Женском дивизионе. Также Футбольная ассоциация организует Кубок Антигуа и Барбуде по футболу.

## Национальный стадион
Официальным национальным стадионом Футбольной ассоциации Антигуа и Барбуды является Антигуа Рекриэйшн Граунд, вместимостью 12000 зрителей, который был одобрен для проведения отборочных матчей чемпионата мира 2010 года. Попытка утвердить стадион сэра Вивиана Ричардса для проведения матчей была отклонена из-за «продолжающихся работ».